# Mohammed Bensouda
Pour les articles homonymes, voir Bensouda.
M'hamed Bensouda, né en 1912  à Fès, mort le 23 août 1970 est un nationaliste marocain.

## Biographie
Il a étudié à la Quaraouiyine et au Lycée Moulay-Idriss.
- En 1944, Il a signé le Manifeste de l'indépendance et joue un rôle important dans les célèbres événements des 29 et 30 avril, a été conduit en prison jusqu'en 1946.
- En 1952, il a été exilé à Missour. Après l'Indépendance, il a été désigné délégué du ministère la Jeunesse et des Sports à Casablanca puis inspecteur des colonies de vacances du Maroc, il a dirigé l'organisation des premiers Jeux panarabes de Casablanca.

- Il est décédé en Allemagne à la suite d'une crise cardiaque dans une gare ferroviaire, il était en route vers Vienne pour rendre visite à son ami le professeur Abdelkébir Fassi. Il a été enterré à Casablanca.